# Ordre eòlic
L'ordre eòlic o eolià pertanyia a l'arquitectura clàssica originària del nord-oest d'Àsia Menor (actual Anatòlia, Turquia), però es pot trobar als temples de Sicília. El seu nom prové de la zona de l'actual Turquia anomenada Eòlida durant l'antiguitat. Aquest ordre arquitectònic té molt en comú amb el jònic, però difereix en el capitell, on es troba una palmeta entre dues volutes en lloc d'estar unides horitzontalment per una forma a la part superior del capitell. Molts exemples també en mostren detalls simplificats en comparació al jònic.

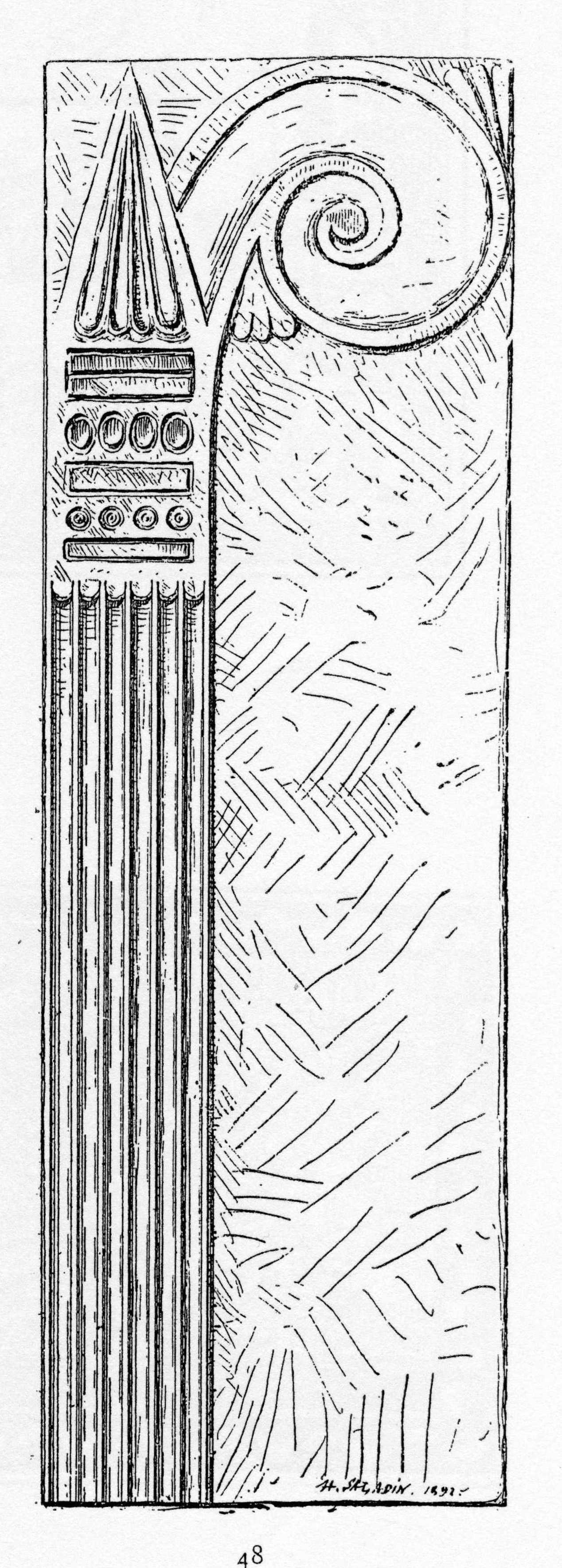
Columna eòlica d'un brancal de porta amb pilastra i mig capitell, al Museu Nacional del Bard (Tunis)

## Història

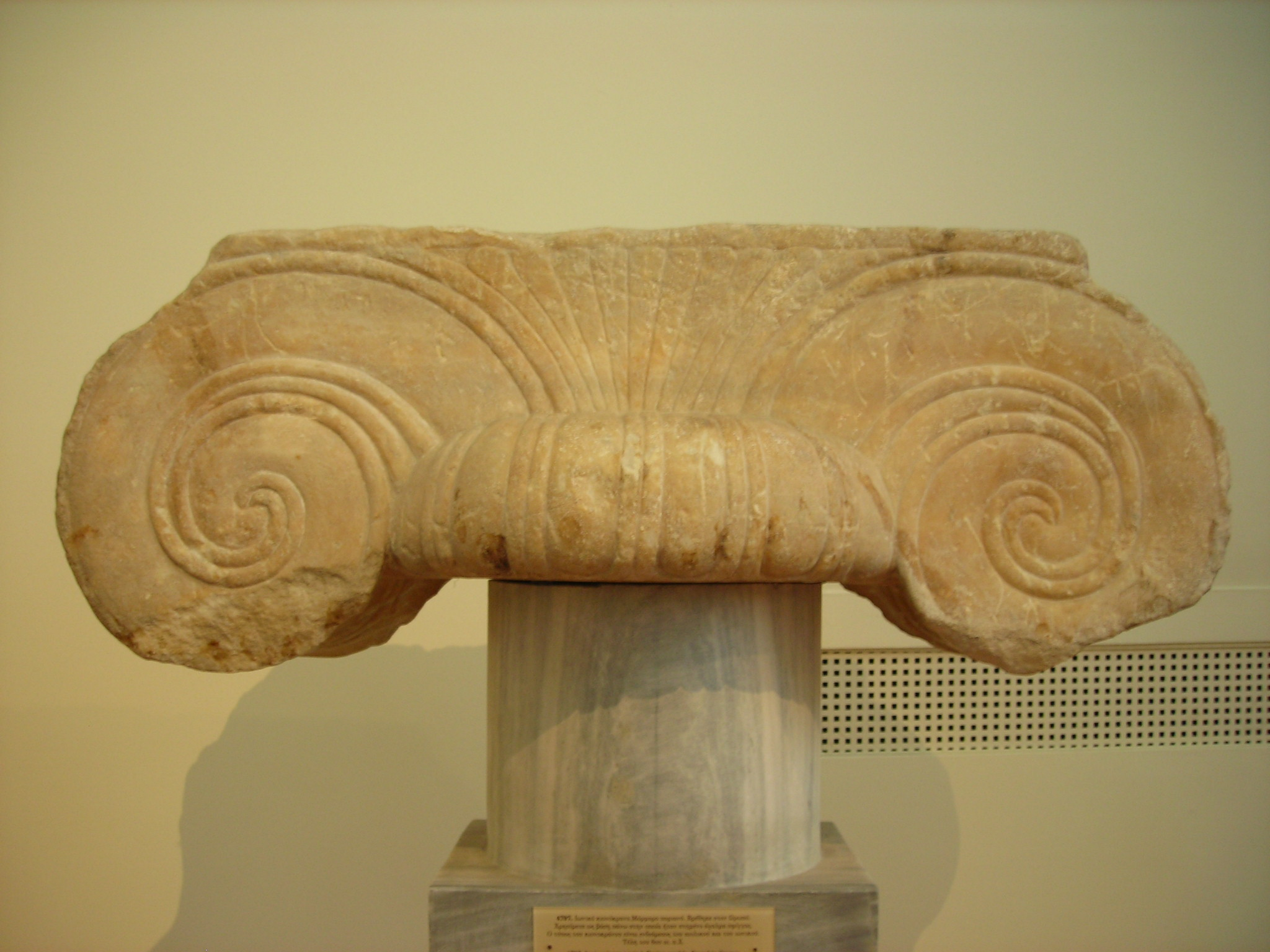
Capitell eòlic d'Atenes

Els exemples supervivents més antics de l'ordre eòlic són contemporanis del naixement de l'ordre jònic i del dòric al s. VI ae, però alguns investigadors consideren que l'estil jònic seria un desenvolupament de l'ordre eòlic, mentre que altres consideren que l'ordre eòlic en constitueix una simplificació del jònic.
L'ordre es deixà d'emprar al final de l'època arcaica.

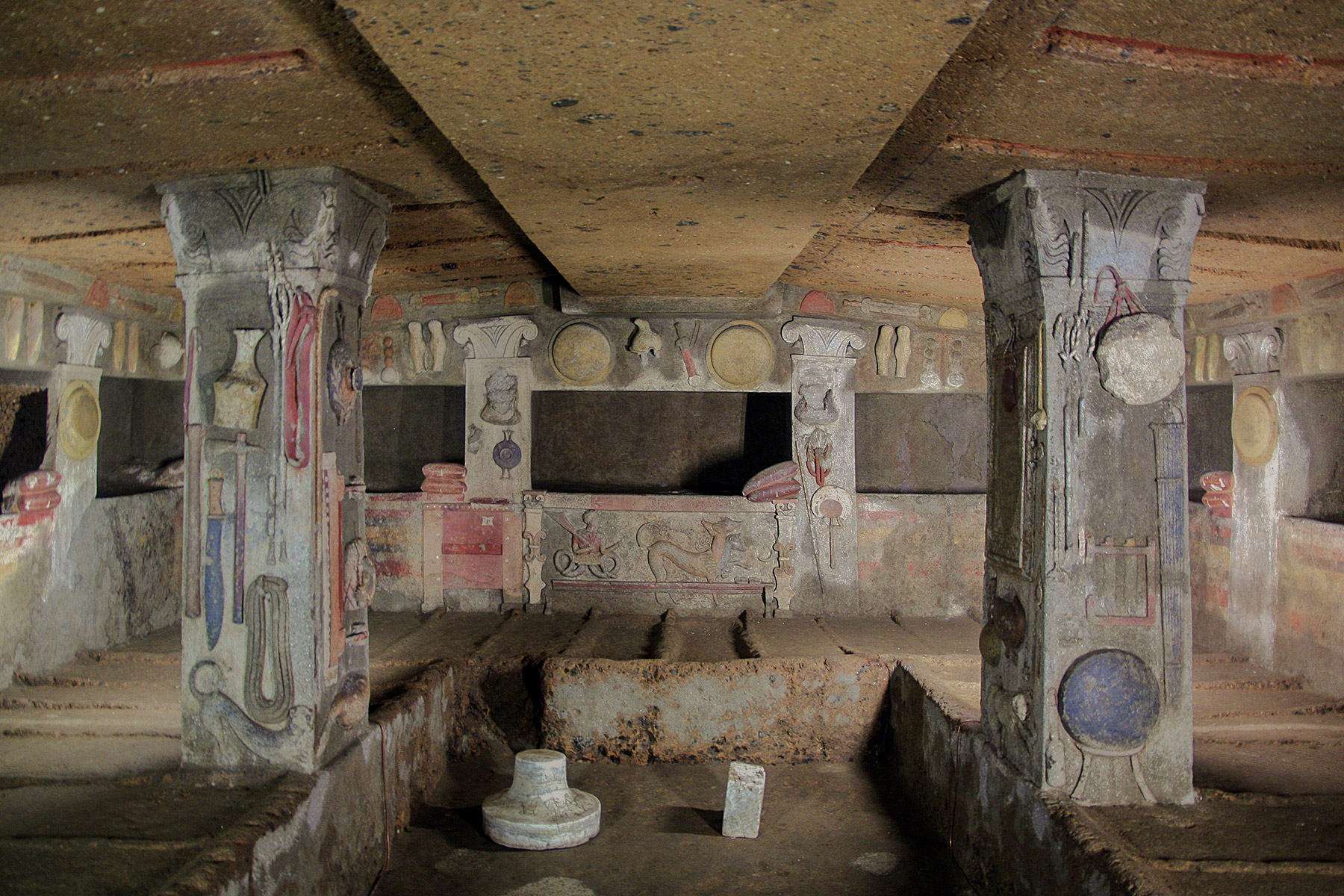
Capitells eòlics a la tomba etrusca dels Relleus a Cerveteri

La forma es desenvoluparia al nord-oest d'Àsia Menor i a les capitals sirianes i fenícies. També s'ha trobat en alguns temples de Sicília i a Palestina, i es diu així per les illes Eòlies.
Algunes tombes etrusques tenen un capitell semblant, amb dues grans volutes que no estan tombades, però sense palmetes al mig.

## Exemples
- Santuari de Klopédi prop d'Aghia Paraskévi, a l'illa de Lesbos.
- Descobriment submarí provinent de la Caleta, al Museu de Cadis.